# EEPROM

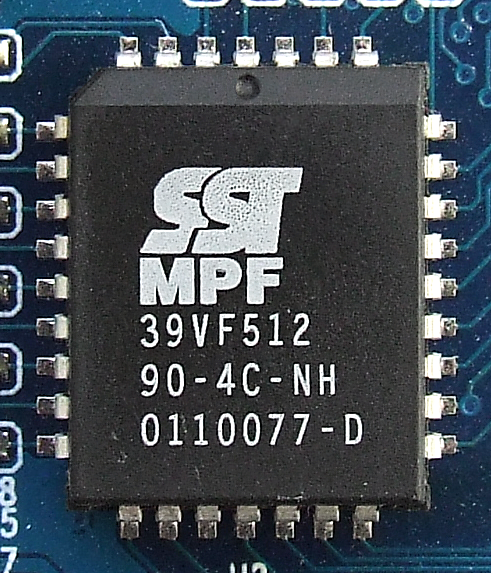

EEPROM (Electrically Erasable Programmable Read-Only Memory, E2PROM, 문화어: 전기적지우기가능프로그램화읽기전용기억기)는 비휘발성 메모리(NVM)의 하나이다.

## 역사
Hughes Aircraft의 엘리 하라이(Eli Harari)는 1977년 얇은 부동 게이트를 통한 파울러 노드하임 터널링을 이용하여 EEPROM을 발명했다. 그는 그 뒤 최초의 EEPROM 장치 개발에 착수하였고, 1983년 인텔의 George Perlegos가 인텔 2816이라는 제품을 처음 개발하였다.

## 개요
UVEPROM이 자외선을 쏘며 내용을 지우는 반면 EEPROM은 전기적으로만 지울 수 있는 PROM으로 칩의 한 핀에 전기적 신호를 가해줌으로써 내부 데이터가 지워지게 되어 있는 롬이다. 데이터를 삭제하기 위한 전용 이레이저가 따로 필요하지 않으며 하나의 롬 라이터를 사용해서 쓰고 지울 수 있다. 그러나 EEPROM은 전기를 노출시킴으로써 한 번에 1 바이트씩만 지울 수 있기 때문에 플래시 메모리와 비교하면 매우 느리며 반복 기록 횟수에 제한이 있는데 약 10만 번 정도이다.
EEPROM은 인터페이스에 따라 직렬 버스와 병렬 버스로 나뉜다.
- 직렬 버스
  - 보통 SPI나 I²C, 1-Wire 인터페이스로 8핀 패키지로 구성된다.
  - 동작에 OP-Code, 주소, 데이터의 3 단계가 필요하다.
- 병렬 버스
  - 보통 8비트 데이터 버스로 칩 셀렉트와 쓰기 방지 핀을 가지고 있다.
  - 단순하고 빠르게 작동되지만 크기가 크고 핀 수(32개 이상)가 많다.

EEPROM은 모뎀이나 비디오 카드, 메인보드, SCSI 컨트롤러 등에서 사용된다. 모뎀의 경우에는 내부에 사용자가 AT명령을 통해서 설정한 상태가 전원을 껐다 켠 후에도 그대로 유지되는데. 이것은 EEPROM에서 그 상태를 저장해 놓기 때문이다. 대부분의 비디오카드, 메인보드, SCSI 컨트롤러 등에서 EEPROM을 사용해 점퍼없이 설정상태를 저장한다.

## 같이 보기
- 애벌랜치 항복
- EPROM
- 플래시 메모리
- 인텔 HEX
- 소자 프로그래머
- 터널 효과
- SREC